# Marada
Marada arcanum — вимерлий рід вомбатовидих. Він демонструє плезіоморфні та апоморфні особливості, що ускладнює визначення його таксономічного розміщення. Його помістили в власну родину, Maradidae.